# 좋아 (니시노 카나의 노래)
〈좋아〉(일본어: 好き 스키[*])는 일본의 여자 팝 가수 니시노 카나의 25번째 싱글이다. 전작 〈Darling〉에서 약 2개월 만의 싱글로, 2014년 10월 15일에 SME 레코드에서 발매되었다.

## 수록곡
- 전체 작사: 니시노 카나

| #            | 제목           | 재생 시간 |
| ------------ | -------------- | --------- |
| 1.           | 〈好き→좋아〉  | 6:18      |
| 2.           | 〈Never Know〉 | 3:48      |
| 3.           | 〈I Say No〉   | 3:46      |
| 총 재생 시간 | 총 재생 시간   | 13:52     |